# Металоид
Металоид е термин от химията, използван за характеризиране на химични елементи. На основата на своите общи физични и химични свойства, почти всички химични елементи от периодичната система могат да се класифицират като метали и неметали, но съществуват няколко химични елемента с междинни свойства и именно те се означават като металоиди или металоидни елементи.
Не съществува стриктна дефиниция извън физичните и химичните свойства, но общите характеристики на металоидите са следните:
- металоидите често формират амфотерни оксиди (но това свойство е характерно и за редица метали)
- металоидите често са полупроводници (B, Si, Ge) и полуметали (Sb)

| \| 13 \| 14 \| 15 \| 16 \| 17 \| \| ----------- \| ----------- \| ---------- \| ---------- \| -------- \| \| B Бор \| C Въглерод \| N Азот \| O Кислород \| F Флуор \| \| Al Алуминий \| Si Силиций \| P Фосфор \| S Сяра \| Cl Хлор \| \| Ga Галий \| Ge Германий \| As Арсен \| Se Селен \| Br Бром \| \| In Индий \| Sn Калай \| Sb Антимон \| Te Телур \| I Йод \| \| Tl Талий \| Pb Олово \| Bi Бисмут \| Po Полоний \| At Астат \| |             |            |            |          |
| 13 | 14          | 15         | 16         | 17       |
| B Бор | C Въглерод  | N Азот     | O Кислород | F Флуор  |
| Al Алуминий | Si Силиций  | P Фосфор   | S Сяра     | Cl Хлор  |
| Ga Галий | Ge Германий | As Арсен   | Se Селен   | Br Бром  |
| In Индий | Sn Калай    | Sb Антимон | Te Телур   | I Йод    |
| Tl Талий | Pb Олово    | Bi Бисмут  | Po Полоний | At Астат |

Най-често като металоиди се означават следните химични елементи:
- Бор (B)
- Силиций (Si)
- Германий (Ge)
- Арсен (As)
- Антимон (Sb)
- Телур (Te)
- Полоний (Po)

Някои алотропни модификации на химичните елементи притежават повече метални, металоидни или неметални свойства, сравнение с други. Например въглеродът в алотропната форма диамант е типичен неметал, но в модификацията графит може да се възприеме и като металоид (притежава електропроводимост). Фосфорът, калаят, селенът и бисмутът също притежават алотропни модификации с междинни свойства.
В разширения вид на периодичната система, металоидите формират диагонална линия в областта на p-елементите по линията бор-астат. Елементите в горната и дясна част от тази линия са с нарастващи неметални свойства, а тези в долната и лява част с нарастващи метални характеристики.